# Wahl
Wahl (luxemburguès Wal, alemany Wahl) és una comuna i vila al nord-oest de Luxemburg, que forma part del cantó de Redange. Comprèn les viles de Wahl, Brattert, Buschrodt, Grevels, Heispelt i Kuborn. Limita amb els municipis d'Esch-sur-Sûre, Grosbous, Heiderscheid, Neunhausen, Préizerdaul i Rambrouch.

## Població
| Nacionalitat   | Població | %      |
| -------------- | -------- | ------ |
| luxemburguesos | 595      | 85,00% |
| Forasters      | 105      | 15,00% |
| - portuguesos  | 21       | 3,00%  |
| - francesos    | 6        | 0,86%  |
| - italians     | 2        | 0,29%  |
| - belgues      | 16       | 2,29%  |
| - alemanys     | 13       | 1,86%  |
| - iugoslaus    | 31       | 4,43%  |
| - altres       | 16       | 2,29%  |

## Evolució demogràfica
| Any        | Població |
| ---------- | -------- |
| 15/02/2001 | 700      |
| 01/01/2002 | 707      |
| 01/01/2003 | 740      |
| 01/01/2004 | 731      |
| 01/01/2005 | 748      |